# Civitella Alfedena
Civitella Alfedena är en ort och kommun i provinsen L'Aquila i regionen Abruzzo i Italien. Kommunen hade 280 invånare (2018).